# Crush 40
Crush 40 ist eine japanisch/US-amerikanische Hardrock-Band, welche zum Teil für die Lieder der Sonic-Videospiele des japanischen Videospielunternehmens Sega verantwortlich ist. Unter dem Namen Sons of Angels wurden Lieder für das Arcade-Rennspiel NASCAR Arcade aufgenommen; aufgrund Namensgleichheit mit einer bereits bestehenden Band wurde der Name jedoch in Crush 40 geändert.

## Bandgeschichte
Crush 40 (kurz auch manchmal C40 genannt) ist ein Projekt des amerikanischen Sängers Johnny Gioeli (bekannt als Sänger von Hardline und Axel Rudi Pell) und des japanischen Gitarristen Jun Senoue (bekannt als Sound Director bei SEGA).
Ihr erstes Lied Open your heart ist das Titellied des von Sonic Adventure. Senoue hatte das Lied auf Gioelis Stimme geschrieben, hatte aber keine Kontaktmöglichkeit. Über Doug Aldrich (Gitarrist der Band Whitesnake) konnte der Kontakt hergestellt werden, was zu der Kooperation führte. Das zweite Lied, It Doesn't Matter, wurde als Titellied von Sonic und von Tony Harnell (Ex-Sänger der Band TNT) eingesungen.
Im Jahre 2000 veröffentlichten sie, noch unter dem Namen „Sons of Angels“ ihr erstes Album, welches 12 originelle Lieder und „Open Your Heart“ beinhaltete. Ihr nächster Auftritt fand im nächsten Spiel, Sonic Adventure 2, statt. Das erste Lied Live & Learn wurde das Titellied. Das andere Lied trägt den Namen Escape From The City und wurde von Ted Poley gesungen.
Alle vier Lieder wurden noch nicht unter einem Bandnamen produziert, in den Credits wurden alle Beteiligten lediglich beim Namen genannt und noch nicht mit Crush 40 in Verbindung gebracht. Das blieb auch so, bis 2003 ein gleichnamiges Album erschien. Dieses umfasst alle vier bisher erschienenen Lieder der Sonic-Spiele sowie sieben Lieder der (eigentlich) ersten Platte, als sie noch den Namen Sons of Angels trugen. Noch im selben Jahr begannen die Arbeiten zum neuesten Ableger der Sonic-Spiele (Sonic Heroes), bei dem Jun Senoue wieder als Sound Director fungierte. Er begann Lieder mit Hilfe anderer Künstler wie Julien-K, Kay Hanley, Gunnar Nelson und Johnny Gioeli zu schreiben. Auch in diesem Spiel gab es zwei neue Lieder von Crush 40: das Titellied Sonic Heroes und What I'm Made Of …….
2005 erschien SEGAs neustes Spiel im Sonic-Universum, Shadow the Hedgehog. Das Titellied war wieder von Crush 40, I Am (All Of Me) sowie das Endlied Never Turn Back. Auch im 2006 erschienenen Sonic-Ableger Sonic the Hedgehog war Crush 40 wieder mit einem Lied vertreten. Titellied wurde His World der Band Zebrahead. Dennoch gibt es auch von Crush 40 eine veränderte Version dieses Liedes, welche allerdings nur auf der Soundtrack-CD Several Wills zu finden ist.
Für das 2009 erschienene Sonic und der Schwarze Ritter produzierte Crush 40 einige Lieder. 2009 erschien ebenfalls die Best-Of-Kompilation unter dem Namen Super Sonic Songs. Diese enthält beinahe alle Crush-40-Lieder, die bis zu jenem Zeitpunkt für die Sonic-the-Hedgehog-Reihe geschrieben wurden sowie drei Lieder vom Crush-40-Album und das neue Lied Is It You.
2010 erschien für die Xbox 360 Sonic Free Riders. Das Titellied ist Free, welches Crush 40 für das Soundtrack-Album coverten. Im selben Jahr hatte Crush 40 angekündigt, auch 2011 für Sonic-Spiele Musik zu produzieren. So spielten sie 2011 beim Sonic Boom-Event auf der E3. Auf der 20th-Anniversary-Edition des Sonic-CD-Soundtracks sind sie gemeinsam mit Alex Makhlouf von der Gruppe Cash Cash vertreten. Dort ist ihre Version des Titelliedes der amerikanischen Version von Sonic the Hedgehog CD, Sonic Boom, zu hören. Im Dezember 2011 erschien die Benefiz-Single Song of Hope, die Senoue nach dem Erdbeben in Japan schrieb. Diese stellte die erste Crush-40-Veröffentlichung auf iTunes dar. Dieser folgte eine Special Edition der Super Sonic Songs-Kompilation, welche drei zusätzliche Titel enthielt.
Am 23. Januar 2012 veröffentlichte Jun Senoue auf seinem Twitter-Account ein Bild aus dem Aufnahmestudio, welches die Titel von drei neuen Liedern zeigte. Diese lauten Sonic Youth, Rise Again und One of Those Days. Sonic Youth und Rise Again wurden als Singles per iTunes am 21. Juni 2012 geleakt und am 4. Juli 2012 gemeinsam mit One Of Those Days offiziell veröffentlicht, die Rise Again-EP, welche Sonic Youth, One Of Those Days, Song Of Hope und Rise Again beinhaltet, erschien am 1. August 2012 exklusiv in Japan.
Noch vor der Veröffentlichung der EP wurde die selbstbetitelte Crush-40-EP exklusiv auf dem Summer Of Sonic-Event am 7. Juli 2012 verkauft. Diese enthält die drei auf iTunes neu veröffentlichten Singles, nicht aber Song Of Hope.
Am 10. August 2012 gab Jun Senoue den Releasetermin der von Johnny Gioeli bereits auf dem Summer of Sonic angekündigten Live-CD per Twitter und Facebook bekannt. Sie erschien am 3. Oktober 2012 und trägt den Titel Live!. Mit Team Sonic Racing brachten sie ihren Track Green Light Ride heraus. 2019 wurde ein neues Album mit dem Namen „Driving Through Forever - The Ultimate Crush 40 Collection“ veröffentlicht, welches 16 der bekanntesten Crush 40 Lieder und ein neues Lied namens „Call Me Crazy“ beinhaltet.

## Diskografie

### Studioalben
- Thrill of the Feel (2000, Victor Entertainment), damals noch unter dem Namen Sons of Angels
- Crush 40 (2003, Frontiers Records)
- 2 Nights 2 Remember (2015, Wave Master Inc.)

### Livealben
- Live! (2012, Wave Master Inc.)

### Kompilationen
- The Best of Crush 40: Super Sonic Songs (2009, Wave Master Inc.)
- Driving Through Forever – The Ultimate Crush 40 Collection (2019, Wave Master Inc.)

### EPs
- Crush 40 (2012, Crush 40 Records [independent] - Pre-release Version von der Rise Again EP, welche exklusiv auf dem Summer of Sonic 2012 erhältlich war)
- Rise Again (2012, Wave Master Inc.)

### Singles
- Song Of Hope (2011, Wave Master Inc.)
- Sonic Youth (2012, Wave Master Inc.)
- Rise Again (2012, Wave Master Inc.)
- One Of Those Days (2012, Wave Master Inc.)
- Green Light Ride (Short Ver.) (2018, Sega)

### Soundtracks
- Sonic Adventure Vocal mini-Album (Songs with Attitude) (1998, Marvelous Entertainment Inc.)
- Triple Threat: Sonic Heroes Vocal Trax (2003, Wave Master Inc.)
- Shadow the Hedgehog: Lost And Found Original Soundtrack (2006, Wave Master Inc.)
- Sonic the Hedgehog Vocal Traxx: Several Wills (2007, Wave Master Inc.)
- True Blue: The Best of Sonic the Hedgehog (2008, Wave Master Inc.)
- Face to Faith: Sonic and the Black Knight Vocal Trax (2009, Wave Master Inc.)
- True Colors: The Best of Sonic the Hedgehog Part 2 (2009, Wave Master Inc.)
- Sonic Free Riders: Break Free Original Soundtrack (2010, Wave Master Inc.)
- Sonic the Hedgehog CD Original Soundtrack 20th Anniversary Edition (2011, Wave Master Inc.)